# Aéronef à réacteurs basculants

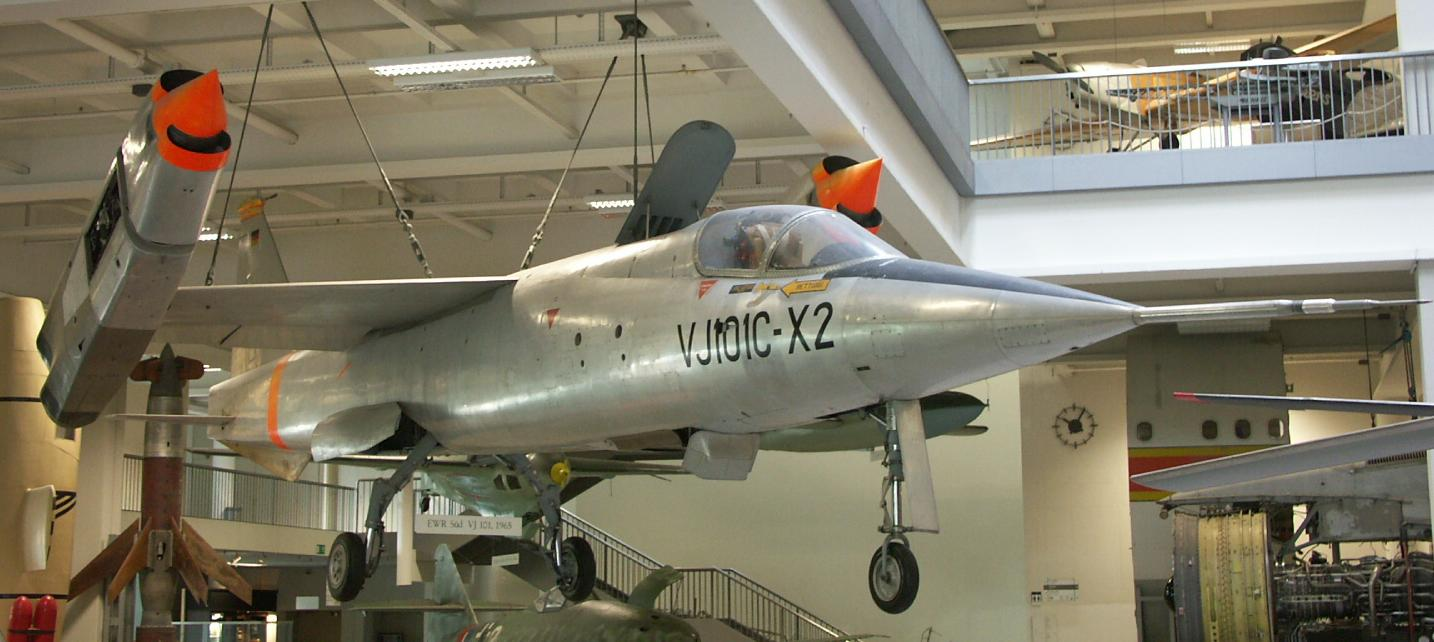
Un chasseur à réacteurs basculants expérimental EWR VJ 101, exposé au Deutsches Museum à Munich, en Allemagne.

Un aéronef à réacteurs basculants (en anglais : « tiltjet ») est un aéronef à décollage et atterrissage verticaux (ADAV) équipé de turboréacteurs pouvant pivoter à la verticale pour produire la poussée nécessaire à son maintien en vol à des vitesses horizontales faibles ou nulles.
Dans sa conception générale, un tiltjet est assez similaire à un tiltrotor (aéronef à rotors basculants). Alors que le titlrotor utilise des rotors pivotants, le tiltjet utilise des turboréacteurs pouvant pivoter afin de diriger leur poussée vers le bas ou vers l'arrière. Une disposition typique de ces appareils consiste en l'installation de deux ou quatre moteurs à l'extrémité des ailes, pivotant en bloc afin de réaliser la transition depuis le vol stationnaire vers le vol horizontal. De tels aéronefs disposent alors d'une pleine capacité ADAV, identique à celle d'un hélicoptère, ainsi que la capacité à effectuer des vols classiques à grande vitesse. Toutefois, la configuration n'a été réellement utilisée que pour des aéronefs expérimentaux, et d'autres solutions techniques ont été choisies pour propulser les ADAV ayant connu le service opérationnel.

## Histoire

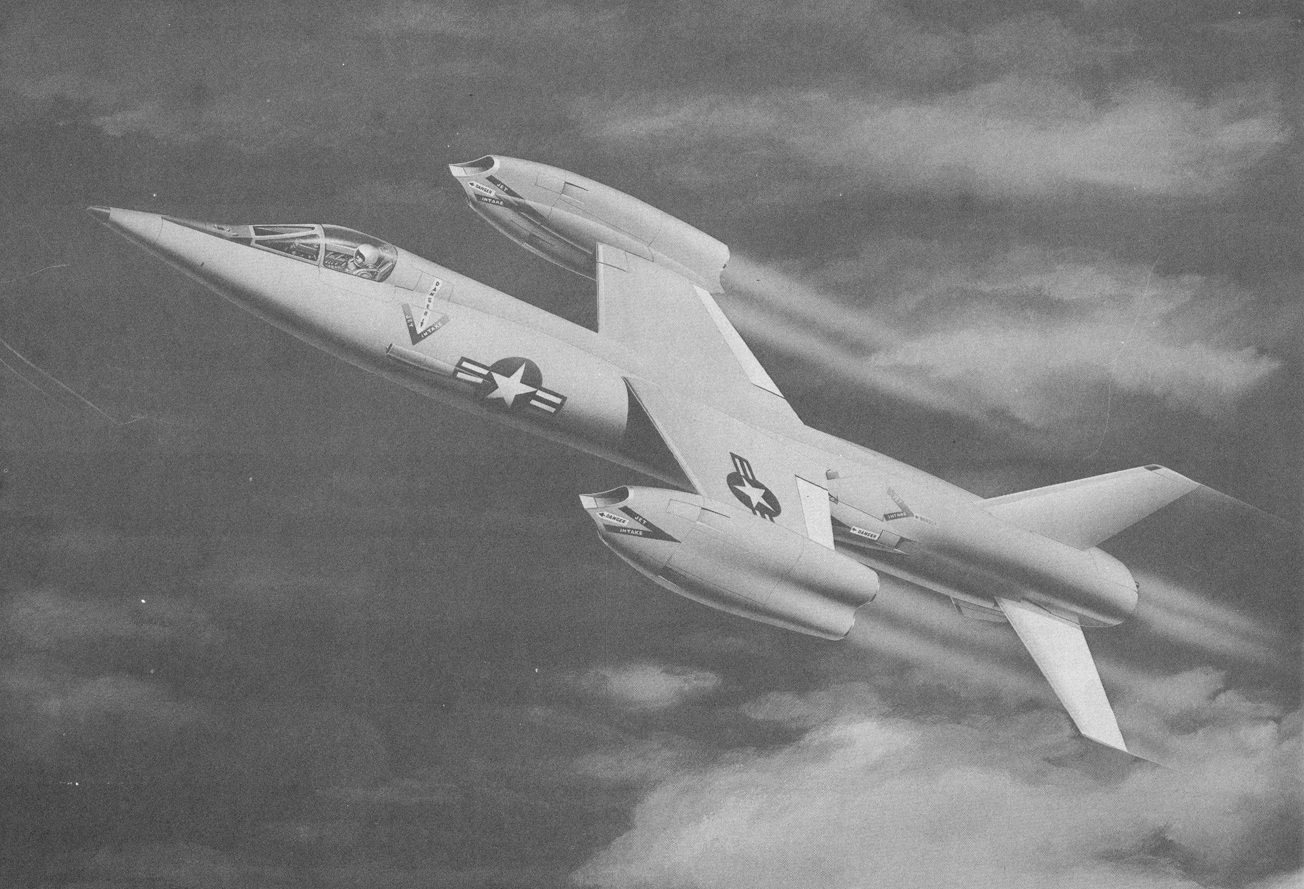
Vue d'artiste du Bell XF-109 en vol.

Au cours des années 1950, les avancées rapides en matière de propulsion par réaction, en particulier en termes de poussée et de conception d'unités compactes, contribua à une confiance croissante en la faisabilité d'avions à décollage et atterrissage verticaux (ADAV), en particulier au sein de l'Europe occidentale et aux États-Unis. Pendant les années 1950 et 1960, de nombreux programmes furent lancés au Royaume-Uni, en France et aux États-Unis. De même, les constructeurs aéronautiques en Allemagne de l'Ouest désiraient ne pas être laissées sur la touche ; Peu après l'année 1957, année au cours de laquelle les interdictions imposées au lendemain de la Seconde Guerre mondiale concernant la conception et la production d'avions de combat furent levées. Des avionneurs allemands tels que Dornier Flugzeugwerke, Heinkel, and Messerschmitt, ayant également reçu l'autorisation de refprendre leurs activités cette année-là, reçurent une demande officielle de la part du Gouvernement fédéral les pressant de réaliser des travaux de recherches au sujet des ADAV et de produire des démonstrateurs technologiques.
Au même moment, la compagnie aéronautique américaine Bell Aircraft Corporation étudiait ses propres concepts d'aéronefs ADAV. Elle proposa par exemple le Bell D-188A, qui devait être un chasseur supersonique. Il ne dépassa toutefois pas l'étape de la réalisation de maquettes. Une autre plateforme de type tiltjet proposée par la compagnie fut le Bell 65 ATV (en) (Air Test Vehicle). Uniquement conçu à des fins expérimentales, cet appareil unique employait en majeure partie des éléments déjà existants de l'aviation générale afin de réduire ses coûts de développement et de mise en œuvre. Réalisant un premier vol stationnaire le 16 novembre 1954, il arrêta sa phase de développement l'année suivante, en faveur de concepts ADAV plus avancés,.
En Allemagne de l'Ouest, l'intérêt pour les chasseurs ADAV résulta en le développement de l'EWR VJ 101, un ADAV supersonique à turboréacteurs basculants qui entra en phase de tests au cours des années 1960. Son système de propulsion consistait en de multiples moteurs Rolls-Royce RB.145, un moteur monocorps léger développé en collaboration par Rolls-Royce Limited et le motoriste allemand MAN Turbo. Ses systèmes de contrôle, développés par la société américaine Honeywell et la société allemande Bodenseewerk, réalisaient diverses fonctions à travers le domaine de vol du VJ 101C, incluant le contrôle d'attitude pendant le vol stationnaire et la transition entre le vol vertical et horizontal. Le premier vol en stationnaire du prototype eut lieu le 10 avril 1963, mais le programme fut ensuite restructuré, passant de potentiel successeur du F-104 Starfighter à un programme plus vaste de recherche et développement, visant à explorer et valider les concepts de systèmes de contrôle du VJ 101.
De même que les tiltjets, d'autres projets contemporains visant à développer des ADAV supersoniques, incluant le Mirage III V et le Hawker Siddeley P.1154 — un dérivé supersonique de ce qui deviendrait plus tard le Harrier —, connurent un destin similaire. Seuls le Harrier et, bien plus tard, le F-35, ont depuis réussi à démontrer le potentiel intéressant des chasseurs ADAV.

### Magazines
- (en) Dennis Eskow, « New tilt-engine jet flies like a helicopter », Popular Mechanics, New York (États-Unis), Hearst Magazines, vol. 161, no 9,‎ septembre 1984, p. 98 (ISSN 0032-4558, présentation en ligne, lire en ligne).